# Vipavska ulica, Ljubljana
Vipavska ulica je ena izmed ulic v Ljubljani.

## Zgodovina
Leta 1928 so poimenovali novo ulico med Mencingerjevo in Cesto v Mestni log.
Leta 1939 so ulico podaljšali.

## Urbanizem
Cesta poteka od križišča s Mencingerjevo in Jadransko ulico do križišča s Cesto v Mestni log.
Na ulico se (od severa proti jugu) povezujejo: Dobrdobska, Gerbičeva in Kraška ulica.

## Javni potniški promet
Po Vipavski ulici potekajo trase mestnih avtobusnih linij št. 1, 1B in 1D. Na vsej cesti je eno postajališče mestnega potniškega prometa.

### Postajališče MPP
| postajališče     | št. linije |
| ---------------- | ---------- |
| 603022 Gerbičeva | 1, 1B, 1D  |

| postajališče     | št. linije |
| ---------------- | ---------- |
| 603021 Gerbičeva | 1, 1B, 1D  |